# هواري بنشنات
هواري بنشنات (25 مايو 1961) مغني جزائري من وهران لموسيقى الراي.

## حياته
ولد في الحمري، وهران في 25 مايو 1961، بدأ في الغناء مع عازف الديربوكة في نوع متأثر بالبلاوي هواري وأحمد صابر. سجل أول ألبوم له في عام 1977، بعنوان دلالي.

## ألبومات
- 1977: «دلالي».
- 1989: «ذيك الغدارة»
- 2001: «أرسم وهران».
- 2010: «عياتني الطريق» «8 عناوين».
- 2013: «وهران» الباهية «10 عناوين».

## الفردي
- 1977: «دلالي.»
- 1983: «تلفون حريم.»
- 1983:« يا عالية الهيم.»
- 1983: «سمحيلي يا ماه.»
- 1983: «زيد يا لكاويني.»
- 1983:« لي بيني و بينك مات.»
- 1983: «عندي بروبلام.»
- 1989: «غير ولي وروح»
- 1989: «ذيك الغدارة»
- 1989: «قالو ها هي جات.»
- 1989: «راني مدمر.»
- 1989: «بختة.»
- 2001: «أرسم وهران.»[4]
- 2010:« نتية عمري يا لالجيري.»[5]

## وصلات خارجية
صفحة هواري بنشنات علي AllMusic